# Synagogue Abraham Avinou

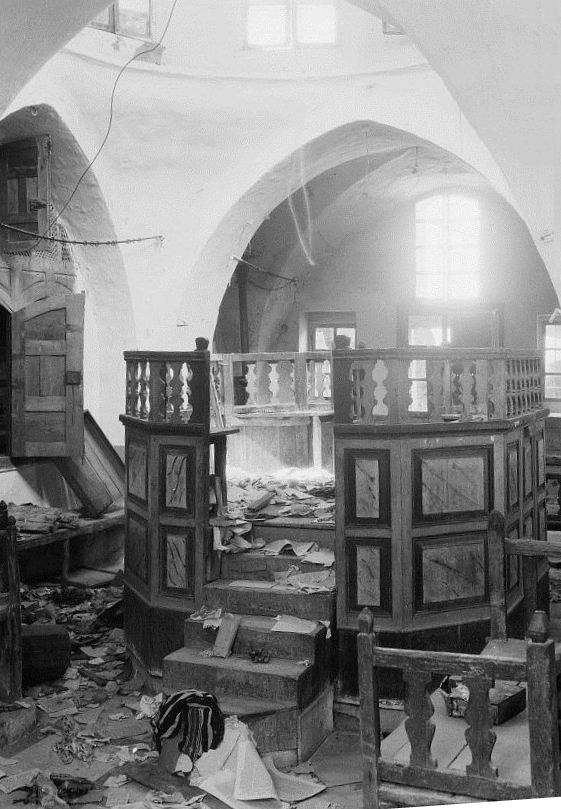
La synagogue Abraham Avinou saccagée après le massacre de 1929

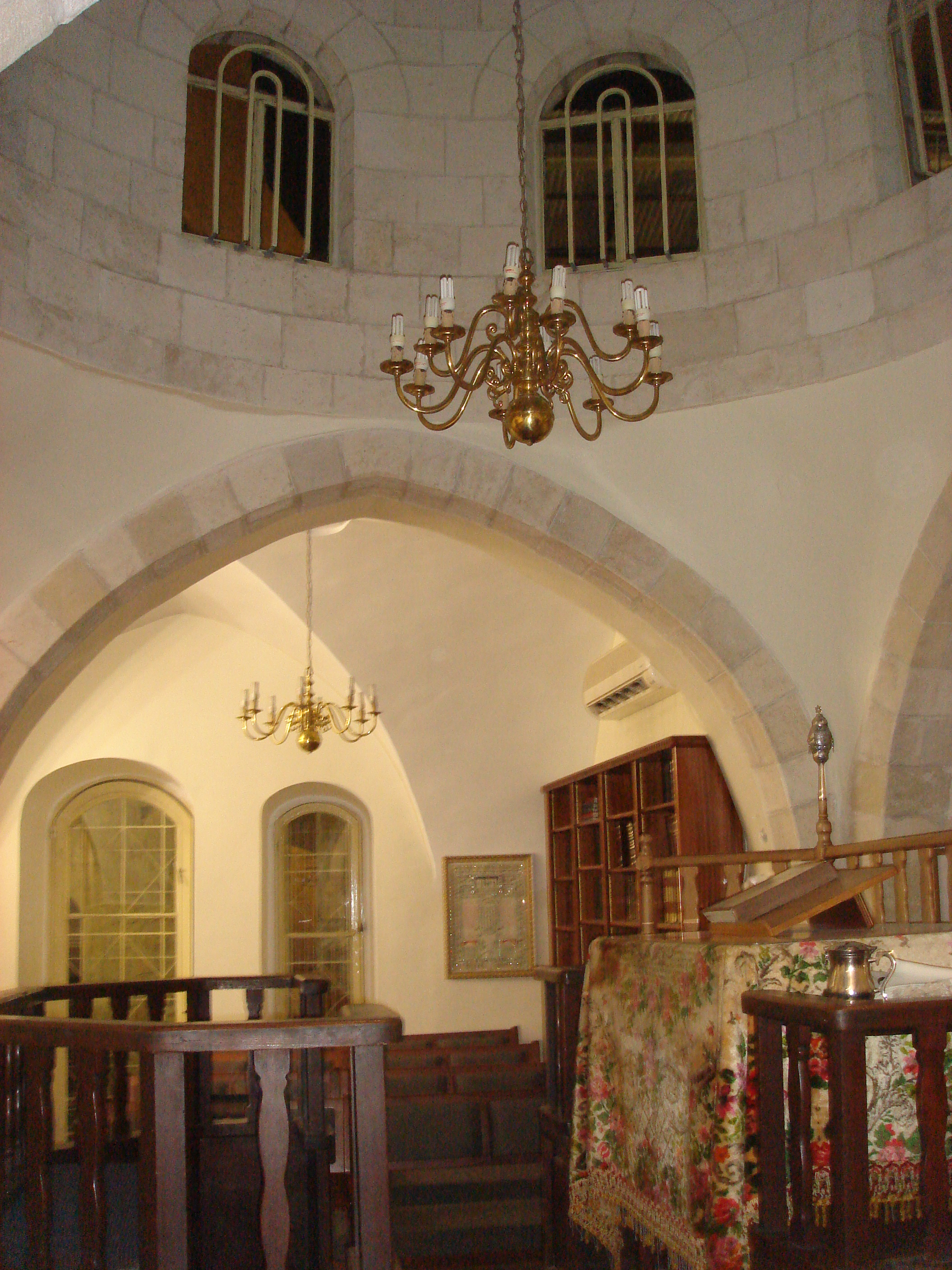
La synagogue Abraham Avinou en 2008

La Synagogue Abraham Avinou (en français, « Notre père, Abraham ») fut fondée par le rabbin Malkiel Ashkenazi dans le quartier juif d'Hébron en 1540. Elle devient un centre reconnu internationalement pour l'étude de la Kabbale.
La synagogue tire son nom d'une histoire populaire selon laquelle, tandis que la communauté de Hébron ne trouvait pas une 10e personne pour former un Minian pour le Kol Nidrei du Yom Kippour, un vieil homme se présenta le soir et fut accueilli par la communauté. Après le service de Ne'ila, l'étranger disparut et réapparut dans les rêves d'un membre de la communauté et s'identifia en tant qu'« Abraham l'hébreu, ton père, dont les restes sont dans le tombeau de Machpelah ». En l'honneur de cette visite d'un homme juste, la communauté nomma la synagogue 'Avraham Avinu'.
La synagogue fut restaurée en 1738 et encore élargie en 1864 mais elle fut abandonnée à la suite du massacre d'Hébron de 1929 et détruite après 1948 quand la ville passa sous contrôle jordanien.
Quand Israël reprend le contrôle de la Cisjordanie en 1967, on assiste à un retour graduel des Juifs à Hébron. En 1971, le gouvernement israélien approuve la reconstruction de la synagogue et des bâtiments avoisinants. Les travaux se terminent en 1976.